# Ляталиці
Ляталиці (пол. Latalice) — село в Польщі, у гміні Победзиська Познанського повіту Великопольського воєводства.
Населення — 223 особи (2011).
У 1975-1998 роках село належало до Познанського воєводства.

## Демографія
Демографічна структура станом на 31 березня 2011 року:
|          | Загалом | Допрацездатний вік | Працездатний вік | Постпрацездатний вік |
| -------- | ------- | ------------------ | ---------------- | -------------------- |
| Чоловіки | 113     | 22                 | 73               | 18                   |
| Жінки    | 110     | 25                 | 55               | 30                   |
| Разом    | 223     | 47                 | 128              | 48                   |